# Joseph Maria Koudelka
Joseph Maria Koudelka (7. prosince 1852, Chlistov – 24. června 1921, Superior) byl americký katolický duchovní českého původu, titulární biskup z Germanikopole (1907–1913) a pomocný biskup diecéze Cleveland (1907–1911) a arcidiecéze Milwaukee (1911–1913) a 2. biskup diecéze superiorské (1913–1921).

## Životopis
Joseph Maria Koudelka pocházel z Čech, do Spojených států emigroval v 16 letech. Prošel Seminářem sv. Františka v Milwaukee a 8. října 1875 byl vysvěcen na kněze. Byl rektorem kostela sv. Michaela v Clevelandu, vydával česky psaný týdeník Hlas a podílel se na tvorbě česky psaných učebnic a učebních textů pro katolické školy specializující se na české a slovanské emigranty.
Papež Pius X. jej 29. listopadu 1907 jmenoval titulárním biskupem z Germanikopole a pomocným biskupem diecéze Cleveland. Vysvěcen byl 25. února příštího roku, hlavním světitelem byl Ignatius Frederick Horstmann, biskup Clevelandu, spolusvětiteli pak James Joseph Hartley, biskup Columbusu, a Joseph John Fox, biskup z Green Bay.
Jako pomocnému biskupovi mu byla vyhrazena péče o slovanské obyvatele diecéze Cleveland, čímž se stal prvním pomocným biskupem se zvláštní jurisdikcí v historii Spojených států. V roce 1911 jej Pius X. jmenoval pomocným biskupem arcidiecéze Milwaukee a v roce 1913 v pořadí 2. diecézním biskupem diecéze superiorské. V tomto úřadu setrval až do smrti.

## Dílo
- Koudelka Josef, Život sv. Aloisia Gonzagy, Brno, Dědictví sv. Cyrilla a Methoděje 1891.